# HTC Touch Pro2
È l'evoluzione dell'HTC Touch Pro, lo smartphone che ha reso la HTC un'azienda di maggior rilevanza nel suo settore. È conosciuto anche come HTC Rhodium, in seguito alla commercializzazione dello smartphone con questo nome dall'operatore telefonico americano Sprint.
Lo smartphone utilizza il sistema operativo Windows Mobile 6.1 ed ha una elevata capacità di calcolo grazie al processore Qualcomm MSM7200A da 528 MHz
Un upgrade gratuito al sistema operativo Windows Mobile 6.5 è disponibile gratuitamente sul sito HTC.